# NGC 376
NGC 376 è un ammasso aperto situato nella costellazione del Tucano.
Fu scoperto il 2 settembre 1826 da James Dunlop.
L'ammasso, di forma irregolare, è situato in una regione esterna della Piccola Nube di Magellano. Ha un'età stimata di circa 28 milioni di anni e una massa complessiva pari a circa 3400 masse solari.